# Hala Widowiskowo-Sportowa im. Rudzkich Olimpijczyków
Hala Widowiskowo-Sportowa im. Rudzkich Olimpijczyków – hala widowiskowo-sportowa w Rudzie Śląskiej-Halembie, w Polsce. Obiekt zajmuje powierzchnię 3825 m² i wyposażony jest w 570 miejsc dla widzów. Swoje spotkania na arenie rozgrywają futsaliści klubu Gwiazda Ruda Śląska.